# ATOMIC TORNADO
ATOMIC TORNADO（アトミック・トルネード）は、日本のヘヴィメタル、ハードロックバンド。

## 概要
1992年結成。1996年に休止状態となるが、2001年に土屋陽輔（Vo）を中心に再活動。
その後デモCD、トリビュートアルバム等のリリースを経て、2007年にメジャーデビューを果たした。
2008年12月、土屋の引退に伴い、活動休止。

## メンバー
- 大舘 義直（おおだち よしなお、5月10日生まれ、 A型。埼玉県出身） - リードギター

愛称はDaxchie（ダッチー）。寛幸の兄で、彼が加入するまではバンド最年少だった。優也とは対照にスケールに拘らない前衛的なプレイが得意。使用ギターはディーン・ハードテイル・プロフェッショナル。
- 大舘 寛幸（おおだち ひろゆき、10月16日生まれ、A型。埼玉県出身） - ベース

元「Jack Rose」のメンバーで、Daxchieの弟。使用ベースはG&L。
- 大内 優（おおうち ゆう、12月3日生まれ、B型。大阪府出身） - ドラム

愛称はChaly（ちゃり）。中学、高校時代は大阪代表の体操選手。本人曰く「ドラムアスリートを目指す」。ドラムセットはYAMAHA、スティック・シンバルはジルジャンを使用。
- 小松 優也（こまつ ゆうや、10月26日生まれ、O型。北海道出身） - リードギター

ランディ・ローズ、ザック・ワイルドに影響されており、正統的で情熱に溢れるプレイが得意。MI JAPAN TOKYO GIT-DXインストラクターでもある。使用ギターはナビゲーターNLP-380LTD（ピックアップはフロント：セイモア・ダンカンSH-2、リア：SH-4）。

### 過去のメンバー
- 土屋陽輔（つちや ようすけ、9月27日生まれ、B型。茨城県出身） - ボーカル

バンドのオリジナルメンバー。難聴の悪化により、2008年12月28日の渋谷ギルティでのライブを最後に引退。
2014年に鹿児島県奄美大島に移住。音楽プロデューサー、農業、居酒屋経営で生計を立てている。

## ディスコグラフィー

### アルバム
- TORNADO EYE（2007年2月7日）

### シングル
- TORNADO EVE（2003年）

### デモ
- DNA（2001年）